# Bernardo Ansprando

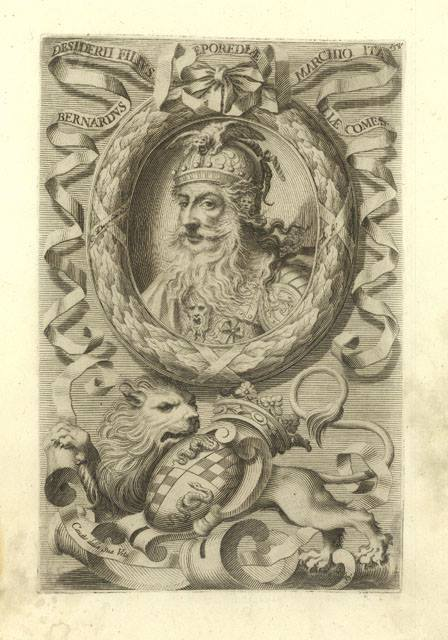
Bernardo Ansprando, retrato del Libro Del Regno D'Italia Sotto e Barbari.

Bernardo Ansprando es mencionado como el segundo hijo del rey Desiderio de los lombardos, en fuentes bibliográfícas hasta el siglo XIX. También es mencionado como Everardo, Berardo o Bernardo, al que se distingue de otro tercer hijo de Desiderio llamado Ansprando, abad de San Vicente de Milán.
Estas fuentes indican que cuando Carlomagno venció a Desiderio, hizo encarcelar a Bernardo en Francia, y que fue en época Ludovico Pío cuando fue liberado y se le permitió volver a Italia, a los antiguos dominios familiares en Angiera, en título de conde, así como su nombramiento como marqués de Ivrea.
Se le asigna a Bernardo Ansprando los siguientes hijos:
- Otón
- Berengario
- Hugo
- Falco
- Facio
- Guido

No obstante lo anterior, el rey Desiderio no tuvo un hijo llamado Bernardo. Además, la marca de Ivrea fue establecida con ocasión de las luchas entre Berengario de Friuli y Guido de Spoleto posteriormente al año 887. Y los orígenes lombardos del condado de Angera es algo rechazado desde el siglo XIX, y el feudo fue no elevado a condado hasta 1397 por Gian Galeazzo Visconti.